# Милош Џугурдић
Милош Џугурдић (Крушевац, 2. децембра 1992) српски је фудбалер.